# Ibn Qudamah
Ibn Qudāmah al-Maqdīsī Muwaffaq al-Dīn Abū Muḥammad ʿAbd Allāh b. Aḥmad b. Muḥammad  (en árabe: ابن قدامة, Ibn Qudāmah; Jammain, 1147 - Damasco, 7 de julio de 1223), usualmente abreviado como Ibn Qudamah o Ibn Qudama era un ascético sunita, jurista, teólogo tradicionalista y sufista. Autor de numerosos tratados importantes sobre jurisprudencia y doctrina religiosa, incluyendo una de las obras clásicas del derecho hanbali, el venerado al-Mug̲h̲nī, Ibn Qudamah es altamente conocido dentro del sunismo por ser una de los pensadores más destacados e influyentes del madhab hanbali . Dentro de esa escuela, él es uno de los pocos pensadores que ha recibido el epíteto honorífico de Shayj al-islam, que es un prestigioso título que se otorga a algunos de los pensadores más importantes de la tradición islámica sunita. Como defensor de la posición clásica sunita de las ''diferencias entre los ulemas como una misericordia'', Ibn Qudamah es célebre por haber dicho: ''El consenso de los imanes de la jurisprudencia es una evidencia abrumadora, y su desacuerdo es una vasta misericordia".

## Biografía

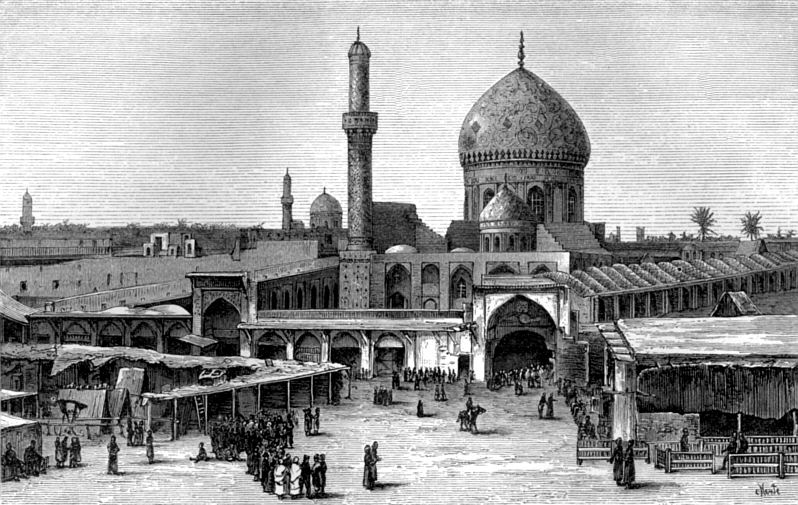
Grabado en madera de los mercados de Bagdad por John Phillip Newman; Ibn Qudamah había visitado esta ciudad tres veces durante su vida (1166, 1189 y 1196), después de haber estudiado y enseñado en gran partes de las áreas más destacadas de la ciudad.

Ibn Qudamah nació en 1147, en la ciudad palestina de Jammain, ubicada cerca de Jerusalén (Bayt al-Maqdīs en árabe vernáculo, donde proviene su nombre extendido), siendo hijo del venerado místico y predicador hanbali Ahmad b. Muhammad b. Qudāmah (fallecido en 1162), "un hombre conocido por su ascetismo" y en cuyo honor "una mezquita fue [posteriormente] construida en Damasco." Habiendo recibido la primera fase de su educación en Damasco, donde estudió extensamente el Corán y el hadiz, Ibn Qudamah hizo su primer viaje a Bagdad en 1166, para estudiar derecho y misticismo sufí, bajo la tutela del renombrado jurista y místico hanbali Abdul-Qadir Gilani (fallecido en 1167), quién se convertiría en uno de los santos más venerados de todo el mundo islámico sunita. Aunque el ''discipulado de Ibn Qudamah se vio interrumpido por la muerte de este último (...) [la] experiencia [de estudiar bajo Abduul-Qadir Gilano] (...) tuvo su influencia en el joven'' ulema'', ''quién debía reservar un sitio especial en su corazón para místicos y misticismo'' por el resto de su vida.
La primera estadía de Ibn Qudamah en Bagdad duró cuatro años, durante los cuales también se dice que escribió una importante obra, criticando lo que llamaba el excesivo racionalismo del teólogo Ibn Aqil (fallecido en 1119), titulado Taḥrīm al-naẓar fī kutub ahl al-kalām (La censura de la teología racionalista). También estudio hadiz bajo numerosos profesores, incluyendo tres maestras hadices, como Khadīja al-Nahrawāniyya (fallecida en 1175), Nafīsa al-Bazzāza (fallecida en 1168), y Shuhda al-Kātiba (fallecida en 1175). A su vez, todos estos maestros le dieron a Ibn Qudamaf, la autorización de enseñar los principios del hadiz a sus propios estudiantes, incluyendo a importantes discípulas femeninas como Zaynab bint al-Wāsiṭī (fallecida en 1240). En 1187, Ibn Quramah combatió en el ejército de Saladino, siendo partícipe del Sitio de Jerusalén, durante la Tercera Cruzada, en donde reconquistaron la ciudad santa. Visitó nuevamente Bagdad en los años 1189 y 1196, realizó su peregrinaje a La Meca en 1195, antes de establecerse definitivamente en Damasco en 1197. Ibn Qudamah falleció el sábado 7 de julio de 1223, en el Día de Eid al-Fitr.

## Pensamiento

### Dios
En el aqidah (credo teológico), Ibn Qudamah fue uno de los principales defensores de la escuela teológica sunita Atharu, que sostenía que la abierta especulación teológica era espiritualmente perjudicial, y apoyaba la extracción de la teología exclusivamente desde dos fuentes, que son el Corán y el hadiz. En relación con la teología, Ibn Qudamah dijo su famosa frase: "No tenemos la necesidad de saber el significado de los que es Dios—Él es exaltado—Él pretendía por sus atributos—Él es grande y todopoderoso. Ningunos de sus actos son intencionados. Ninguna obligación está vinculada a ellos, excepto sus creencias. Es posible creer en ellos sin saber su significado." Según un ulema, es evidente que Ibn Qudamah "se opuso totalmente en la discusión sobre asuntos teológicos y permitió más en repetir lo que se dijo sobre Dios y su registro de revelación." En otras palabras, Ibn Qudamah rechazó "cualquier intento de vincular las facultades de Dios hacia el mundo referencial del lenguaje humano ordinario", lo que llevó a algunos ulemas a describir la teología de Ibn Qudamah como un "tradicionalismo irreflexivo", es decir, como un punto de vista teológico que evitaba adrede cualquier tipo de especulación o reflexión sobre la naturaleza de Dios. La actitud de Ibn Qudamah sobre la teología fue desafiada por algunos pensadores hanbali futuros como Ibn Taymiyyah (fallecido en 1328), quienes rompieron con este tipo de ''tradicionalismo irreflexivo'', para involucrarse ''en interpretaciones [audaces y sin precedentes] de los significados hacia los atributos de Dios."

### Herejía
Ibn Qudamah parece haber sido un formidable detractor de la herejía en la práctica islámica, así como lo evidencia sus famosas palabras: "No hay nada fuera del Paraíso salvo las llamas del infierno; no hay nada fuera de la verdad más que el error; no hay nada fuera del Camino del Profeta más que la innovación herética."

### Intercesión
Al parecer, Ibn Qudamah apoyó la búsqueda de la intercesión de Mahoma en la oración personal (o Dua), dado que cita con aprobación la famosa oración atribuida al teólogo Ahmad Ibn Hanbal (fallecido en 855): "¡Oh Dios! Me dirijo hacia a Ti con tu Profeta, el Profeta de la Misericordia. ¡Oh Mahoma! Mi dirijo contigo con mi Señor para el cumplimiento de mi necesidad." Ibn Qudama también relató lo que al-'Utbiyy narró sobre una peregrinación hacia la Mezquita del Profeta en Medina: 
Estaba sentado junto a la tumba del Profeta, paz y bendiciones sean con él, cuando un hombre beduino [a‘rābī] entró y dijo, “La paz sea contigo, oh Mensajero de Dios. Escuché a Dios decir [en el Corán], ‘Si hubiera venido hacia ti [el Profeta] después de haber cometido una injusticia [pecado] y le pidieron perdón a Dios, y [además] el Mensajero pidió perdón en su nombre, ellos habrían descubierto que Dios se volvía con frecuencia (en arrepentimiento] y misericordioso.' Y ha venido hacia ti buscando perdón por mis pecados, y buscando tu intercesión cerca de Dios.” Tras ello, Él [beduino] recitó el siguiente poema:
Oh, el que es más grande que aquellos sepultados en la tierra más espléndida,
[De] aquellos cuyos rastros han hecho fragantes los valles y las colinas,
Que mi vida sea sacrificada por la tumba que es tu morada,
¡Donde residen la castidad, la generosidad y la nobleza!

El narrador Al-'Utbiyy, se había quedado dormido y vio al Profeta en un sueño, y le informaron que el beduino había sido perdonado.
Después de citar el evento anterior, Ibn Qudamah recomendó explícitamente que los musulmanes usaran la oración anterior cuando visitaran al Profeta. Por ello, aprueba pedirle al Profeta por su intercesión incluso después de su muerte terrenal.

### Misticismo
Como lo atestiguan numerosas fuentes, Ibn Qudamah fue un asceta devoto y místico de la orden sufista Qadiriyya, y reservó "un lugar especial en su corazón para los místicos y el misticismo'' por el resto de su vida. Habiendo heredado el "manto espiritual" (k̲h̲irqa) de Abdul-Qadir Gilani antes de la muerte del renombrado maestro espiritual, Ibn Qudamah recibió la autorización formal de formar sus propios discípulos bajo la orden Qadiriyya. Posteriormente, Ibn Qudamah hará entrega del manto a su primo Ibrāhīm b. ʿAbd al-Wāḥid (fallecido en 1217), otro jurista importante del hanbalismo, quién se convertiría en uno de los principales líderes espirituales de la próxima generación del Qadiriyya. Según algunas cadenas clásicas sufistas, otro de los principales discípulos de Ibn Qudamah fue su sobrino Ibn Abī ʿUmar Qudāmah (falleicod en 1283), quién más tarde entregó el k̲h̲irqa a Ibn Taymiyyah, quién, como lo ha evidenciado recientes estudios académicos, parece haber sido un devoto seguidor de la orden Qadiriyya por derecho propio, a pesar de sus críticas hacia varias de las prácticas sufíes ortodoxas más extendidas de su época, y en particular, hacia la influencia filosófica de la escuela Akbari del místico Ibn Arabi. Debido a apoyo público de Ibn Qudamah por necesidad del sufismo en la práctica ortodoxa islámica, se ganó su reputación al ser una de las ''eminencias sufíes'' de su época.

### Reliquias
Ibn Qudamah apoyó el uso de las reliquias de Mahoma para la obtención de baraka (bendición sagrada), como se evidencia en su cita confirmada, en al-Mug̲h̲nī 5:468, sobre el caso de Abdullah ibn Umar (fallecido en 693), a quién registró cuando él colocó "su mano en el asiento del minbar  del Profeta (...) [y] luego [tras proceder a] se seca su rostro con este." Este pensamiento no era novedoso ni tampoco inusual en ningún sentido, ya que Ibn Qudamah habrían encontrado un apoyo establecido para el uso de las reliquias en el Corán, el hadiz, y en el bien documentado amor de Ibn Hanbal, hacia la veneración de las reliquias de Mahoma.

### Santos

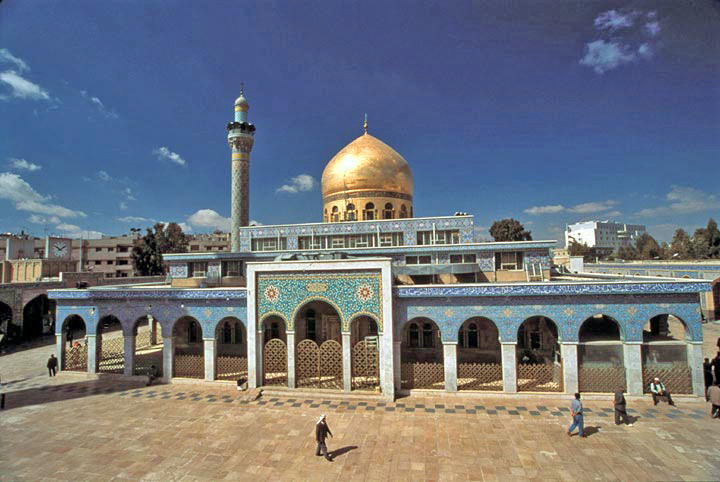
Siendo un férreo defensor sobre la veneración de los santos, Ibn Qudamah había visitado frecuentemente la Mezquita Sayyidah Zaynab en su natal Damasco, donde Záynab bint Ali (d. 684) es venerada como santa patrona de la ciudad.

Ibn Qudamah criticó fuertemente hacia todos aquellos que cuestionaban o rechazaban la existencia de los santos, cuya veneración se había convertido en una parte integral de la piedad sunita con el paso del tiempo, y en la cual ''respaldó profundamente". Como lo han señalado varios ulemas, los escritores habalíes de ese período estaban ''unidos en su afirmación de la santidad y los milagros santos'', y Ibn Qudamah no fue la excepción. Así, Ibn Qudamah criticó vehementemente lo que él percibía como las tendencias racionalistas de Ibn Aqil por sus críticas contra la veneración de los santos, diciendo: "En cuanto a las personas del Sunna que siguen estas tradiciones y siguen el camino de los antepasados justos, ninguna imperfección los corrompe, ni tampoco sufren de desgracia alguna. Entre ellos se encuentran los sabios que practican su conocimiento, los santos y los hombres justos, los temerosos y piadosos ante Dios, los puros y los buenos, los que han alcanzado el estado de la santidad y la realización de milagros, y aquellos que adoran con humildad y se esfuerzan en el estudio de la ley religiosa. Con sus elogios se adornan los libros y los registros. Sus anales embellecen las congregaciones y asambleas. Los corazones cobran vida cuando son mencionadas sus historias de vida, y se produce felicidad al seguir sus pasos. Son apoyados por la religión; y la religión es respaldada por ellos. De ellos habla el Corán; y el Corán que ellos mismos expresan. Y son un refugio para los hombres cuando los acontecimientos los afligen: para los reyes y otros de menor rango, soliciten sus visitas, con respecto a sus súplicas hacia Dios como un medio para obtener bendiciones, y pidiéndoles que intercedan con Dios."